# Neuenhof (Hennef)
Neuenhof war ein Hof und Ortsteil in der Gemeinde Blankenberg und ist heute Teil des Ortes Stadt Blankenberg innerhalb der Stadt Hennef (Sieg).

## Lage
Der Einzelhof liegt in einer Höhe von 177 Metern über N.N. auf den Hängen des Westerwaldes, aber noch im Naturpark Bergisches Land.

## Geschichte
1910 gab es in Neuenhof den Haushalt Landwirt Peter Schumacher.